# Manuel Schüttengruber

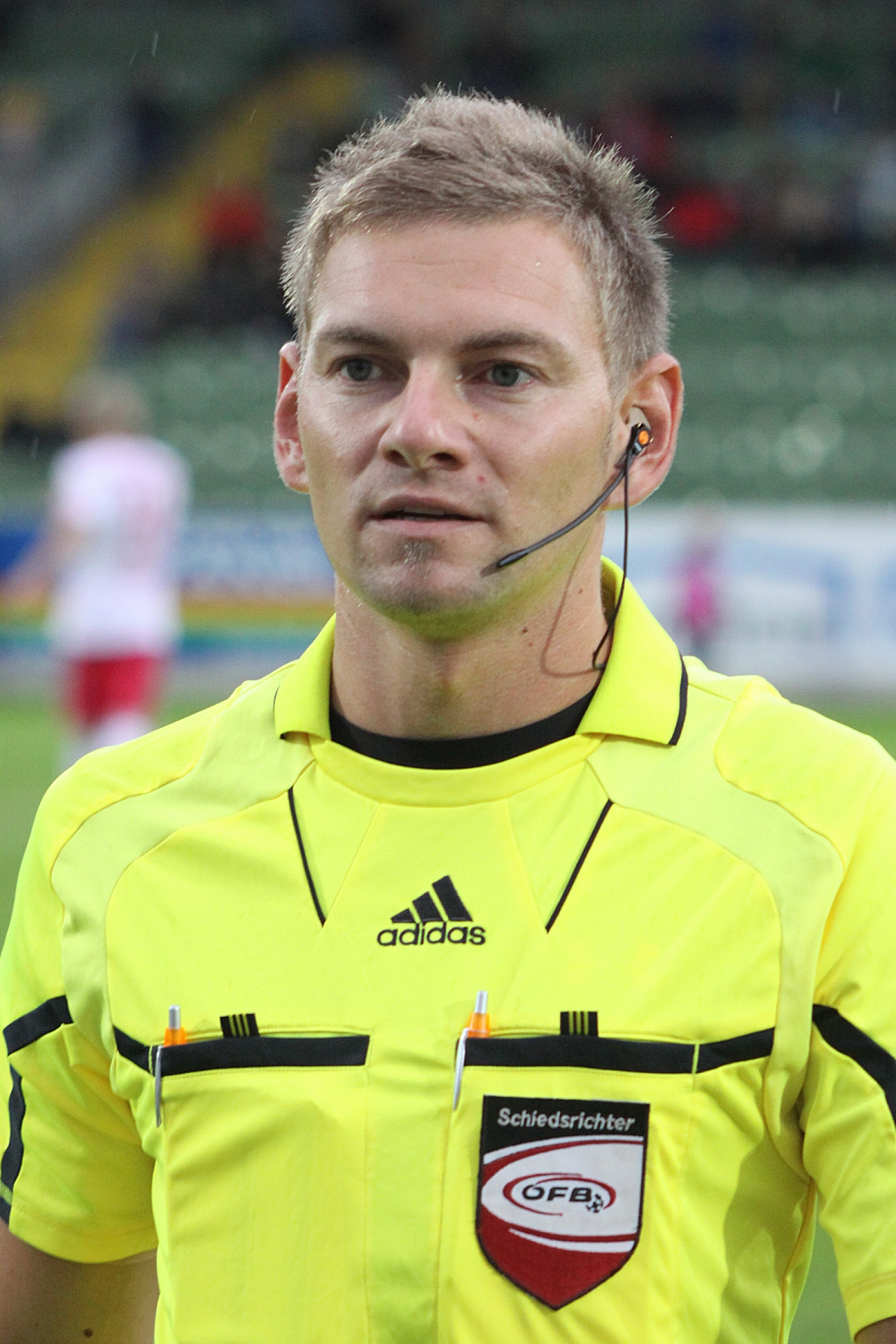
Manuel Schüttengruber

Manuel Schüttengruber (Linz, 20 juli 1983) is een voetbalscheidsrechter uit Oostenrijk, die als 26-jarige zijn debuut maakte in de hoogste afdeling van het Oostenrijkse voetbal, de Bundesliga. Daarmee is hij de jongste arbiter ooit in zijn vaderland. Zijn vader Manfred (1960) was eveneens actief als scheidsrechter op het hoogste niveau.

## Interlands
| Datum            | Wedstrijd             | Uitslag | Competitie                  | Kreeg geel | Kreeg voor de tweede keer geel en dus rood | Weggestuurd |
| ---------------- | --------------------- | ------- | --------------------------- | ---------- | ------------------------------------------ | ----------- |
| 26 mei 2012      | Finland – Turkije     | 3 – 2   | Vriendschappelijk           | 3          | 0                                          | 0           |
| 29 mei 2014      | Kameroen – Paraguay   | 1 – 2   | Vriendschappelijk           | 5          | 0                                          | 0           |
| 26 maart 2015    | Iran – Chili          | 2 – 0   | Vriendschappelijk           | 2          | 0                                          | 0           |
| 7 juni 2016      | Canada – Oezbekistan  | 2 – 1   | Vriendschappelijk           | 1          | 0                                          | 0           |
| 15 juni 2016     | Tsjechië – Denemarken | 1 – 1   | Vriendschappelijk           | 4          | 0                                          | 0           |
| 5 september 2017 | Kosovo – Finland      | 0 – 1   | WK 2018 kwalificatie        | 6          | 0                                          | 0           |
| 1 juni 2018      | Georgië – Malta       | 1 – 0   | Vriendschappelijk           | 5          | 1                                          | 0           |
| 4 juni 2018      | Armenië – Moldavië    | 0 – 0   | Vriendschappelijk           | 0          | 0                                          | 0           |
| 9 september 2018 | Macedonië – Armenië   | 2 – 0   | UEFA Nations League 2018/19 | 3          | 0                                          | 0           |

Laatste aanpassing op 30 oktober 2018